# Edmund Hudleston
Sir Edmund Cuthbert Hudleston GCB CBE (* 30. Dezember 1908 in Kalgoorlie, Western Australia; † 14. Dezember 1994) war ein britischer Luftwaffenoffizier der Royal Air Force, der zuletzt im Range eines Generals (Air Chief Marshal) zwischen 1964 und 1967 stellvertretender Oberkommandierender der Alliierten Streitkräfte der NATO in Mitteleuropa AFCENT (Allied Forces Central Europe) war.

## Leben

### Pilotenausbildung und Offizier in Britisch-Indien
Hudleston absolvierte seine schulische Ausbildung an der Guilford School in Western Australia und begann nach seiner Ankunft in Großbritannien am 20. Januar 1927 seine fliegerische Ausbildung als Flight Cadet der B-Squadron am Royal Air Force College Cranwell, der Offiziersschule der RAF. Während seiner Ausbildung gehörte er zu den College-Mannschaften in Cricket und Squash. Nach Abschluss der Ausbildung wurde er am 15. Dezember 1928 als Berufssoldat (Permanent Commission) in die RAF aufgenommen und zum Leutnant (Pilot Officer) befördert. Zugleich fand er seine erste Verwendung als Pilot bei der No. 25 Squadron RAF und absolvierte danach ab Februar 1930 den 31. Lehrgang an der Zentralen Flugschule CFS (Central Flying School). Danach kehrte er am 26. April 1930 als Flugausbilder QFI (Qualified Flying Instructor) an das RAF College Cranwell zurück und erhielt dort am 15. Juni 1930 seine Beförderung zum Oberleutnant (Flying Officer).
Nachdem Hudleston vom 29. Februar 1932 bis zum 3. März 1933 einen Lehrgang an der Luftwaffenrüstungsschule 1 (No. 1 Air Armament School RAF) absolviert hatte, wurde er am 3. März 1933 für praktische Rüstungsaufgaben in das No. 1 Armament Practice Camp RAF auf dem Militärflugplatz RAF Catfoss versetzt. Im Anschluss wurde er am 24. November 1933 Rüstungsoffizier des No. 1 (Indian Wing) Station RAF in Kohat in Britisch-Indien und erhielt dort am 1. Februar 1934 zum Hauptmann (Flight Lieutenant) befördert. Daraufhin wurde er am 20. November 1935 Rüstungsoffizier des No. 2 (Indian Wing) Station RAF in Risalpur in Britisch-Indien sowie am 26. Oktober 1936 Rüstungsoffizier im Hauptquartier der dortigen No. 1 (Indian) Group RAF. Während dieser Zeit wurde er am 8. Mai 1936 im Kriegsbericht erwähnt (Mentioned in dispatches) und am 1. Dezember 1937 zum Major (Squadron Leader) befördert.

### Verwendungen im Zweiten Weltkrieg
Nach dem Besuch des RAF Staff College, Andover ab dem 24. Januar 1938 wurde Hudleston im Januar 1939 als Ausbilder an die Luftwaffenstabsakademie der Luftstreitkräfte der Türkei abgeordnet. Später wurde er während des Zweiten Weltkrieges am 21. Mai 1941 Stabsoffizier im Hauptquartier der Streitkräfte im Mittleren Osten (Middle East Command) und aufgrund seiner dortigen Verdienste am 1. Januar 1943 erneut im Kriegsbericht erwähnt. Im Mai 1943 wurde er Mitglied im Gemeinsamen US-amerikanisch-britischen Planungsstab für die Operation Husky, der alliierten Invasion Siziliens und am 2. Juni 1943 Commander des Order of the British Empire (CBE).
Nach Beendigung der Operation Husky übernahm Hudleston am 26. September 1943 als Senior Air Staff Officer (SASO) den Posten als Stabschef der Nordafrikanischen Taktischen Luftflotte NATAF (North African Tactical Air Force) und wurde in dieser Verwendung am 1. Dezember 1943 auch zum Oberstleutnant (Wing Commander) befördert. Am 8. Juni 1944 wurde er abermals im Kriegsbericht erwähnt sowie am 26. September 1944 mit dem Offizierskreuz des Legion of Merit ausgezeichnet. Zuletzt erfolgte am 10. November 1944 seine Ernennung zum Kommandeur AOC (Air Officer Commanding) der No. 84 (Composite) Group RAF sowie am 1. Januar 1945 seine Erhebung zum Companion des Order of the Bath (CB).

### Stabsoffizier in der Nachkriegszeit
Nach Kriegsende wurde Hudleston am 1. Januar 1946 zum Oberst (Group Captain) befördert sowie zum vierten Mal im Kriegsbericht erwähnt. Er besuchte ab dem 2. April 1946 einen Lehrgang am Imperial Defence College (IDC) in London und wurde während dieser Zeit am 15. Oktober 1946 Kommandeur des Legion of Merit. Des Weiteren wurde er am 11. Juli 1947 Kommandeur des belgischen Kronenordens sowie des belgischen Croix de guerre. Darüber hinaus erfolgte am 18. November 1947 seine Berufung zum Großoffizier des Ordens von Oranien-Nassau.
Am 5. Mai 1948 wurde Hudleston Leiter der britischen Militärdelegation im Stabsausschuss der Westeuropäischen Union (WEU) und erhielt als solcher am 1. Juli 1948 seine Beförderung zum Air Commodore. In der Folgezeit wurde er am 8. August 1950 Stabschef der No. 1 Group RAF.

### Aufstieg zum Air Chief Marshal
Am 1. April 1951 übernahm Hudleston stellvertretender Chef des Stabes für Planung und Grundsatzpolitik im Obersten Hauptquartier der Alliierten Streitkräfte in Europa SHAP (Supreme Headquarters Allied Powers Europe). Am 1. Januar 1952 wurde er zum Generalmajor (Air Vice Marshal) befördert und übernahm danach am 1. September 1953 von Air Vice Marshal William Brook den Posten als Kommandeur der No. 3 Group RAF. Am 2. September 1956 folgte ihm Air Commodore Kenneth Cross als Air Officer Commanding dieser Luftwaffengruppe. Am 24. Februar 1956 wurde er Luftwaffendozent am Imperial Defence College, ehe er im Zuge der beginnenden Sueskrise ab dem 5. Mai 1956 Chef des Stabes für die Luftwaffe beim Oberkommandierenden für die Operation Musketeer, der militärischen Operation im Sueskrieg. Für die dortigen Verdienste wurde er am 13. Juni 1957 abermals im Kriegsbericht erwähnt.
Hudleston wurde am 16. September 1957 Vize-Chef des Luftwaffenstabes (Vice Chief of the Air Staff) und damit Nachfolger von Air Marshal Ronald Ivelaw-Chapman. Diesen Posten bekleidete er bis zu seiner Ablösung durch Air Marshal Wallace Kyle am 2. März 1962. Während dieser mehrjährigen Verwendung wurde er am 1. Januar 1958 zum Generalleutnant (Air Marshal) befördert sowie zugleich zum Knight Commander des Order of the Bath geschlagen, so dass er fortan den Namenszusatz „Sir“ führte. Ihm wurde am 15. April 1958 das französische Croix de guerre mit Palmen sowie zeitgleich das Offizierskreuz der Ehrenlegion Frankreichs verliehen. Am 1. März 1961 erfolgte zudem seine Beförderung zum General (Air Chief Marshal).
Am 30. April 1962 wurde Hudleston Nachfolger von Air Marshal Denis Barnett als Kommandierender General (Air Officer Commanding in Chief) des Transportkommandos (RAF Transport Command). Am 1. Januar 1963 wurde er zum Knight Grand Cross des Order of the Bath erhoben. Am 1. Dezember 1963 folgte ihm Air Marshal Kenneth Brian Boyd Cross als Kommandierender General des Transportkommandos. Daneben fungierte er zwischen dem 18. September 1962 und dem 1. März 1967 als Aide-de-camp von Königin Elisabeth II. für die Luftwaffe.
Zuletzt wurde Hudleston am 1. Dezember 1963 Nachfolger von Air Chief Marshal Percy Bernard, 5. Earl of Bandon als Kommandeur der Alliierten Luftstreitkräfte in Mitteleuropa AIRCENT (Allied Air Forces Central Europe). Sein Stellvertreter und Chef des Stabes war zwischen 1965 und 1966 Generalleutnant Johannes Steinhoff. Zugleich war er zwischen 1965 und dem 1. März 1967 auch stellvertretender Oberkommandierender (Deputy Commander in Chief) der Alliierten Streitkräfte der NATO in Mitteleuropa AFCENT (Allied Forces Central Europe). Sein Nachfolger als stellvertretender Oberkommandierender von AFCENT wurde Air Chief Marshal Augustus Walker. Am 5. Juni 1967 schied er aus dem aktiven Militärdienst aus.
1971 wurde Hudleston Direktor der Optischen Abteilung des Glasunternehmens Pilkington Group Limited und war dort bis 1979 tätig. Er war zwei Mal verheiratet. Aus seiner ersten, 1936 geschlossenen Ehe mit Nancye Davis gingen eine Tochter und ein Sohn hervor. Nach dem Tode seiner ersten Ehefrau 1980 heiratete er 1981 in zweiter Ehe Brenda Withrington. Diese Ehe blieb kinderlos.